# Edith Masai
Edith Masai (Kenia, 4 de abril de 1967) es una atleta keniana, especialista en la prueba de 5000 m, en la que ha logrado ser medallista de bronce mundial en 2003.

## Carrera deportiva
En el Mundial de París 2003 ganó la medalla de bronce en los 5000 metros, con un tiempo de 14:52.30 segundos, llegando a la meta tras la etíope Tirunesh Dibaba y la española Marta Domínguez.